# دیک کیوسک
دیک کیوسک (انگلیسی: Dick Cusack; ۲۹ اوت ۱۹۲۵ – ۲ ژوئن ۲۰۰۳) هنرپیشه و فیلم‌ساز اهل ایالات متحده آمریکا بود. وی بین سال‌های ۱۹۷۰ تا ۲۰۰۳ میلادی فعالیت می‌کرد.
از فیلم‌ها یا برنامه‌های تلویزیونی که وی در آن نقش داشته‌است می‌توان به وفادارانه و بادیگارد من اشاره کرد.
وی همچنین برندهٔ جوایزی همچون جایزه امی شده‌است.